# 呉岑
呉 岑（朝鮮語: 오잠）は、高麗の文官であり、朝鮮氏族の咸平呉氏の始祖である。
高麗成宗時代に中国から渡来した海州呉氏の始祖の呉仁裕の四男である。呉岑は元宗時代に文科及第し、銀紫光禄大夫、門下侍中平章事、三重大匡、検校、太子太師、佐命功臣を歴任し、咸豊君に封じられた。